# Kangchendzöngagletscher
Der Kangchendzöngagletscher ist ein (noch) etwa 8 km langer Gletscher im Himalaya im äußersten Nordosten von Nepal.

## Lage
Der Kangchendzöngagletscher hat sein Nährgebiet an der Nordflanke des Kangchendzönga (8586 m), dem dritthöchsten Berg der Erde, auf einer Höhe von etwa 6000 m. Der Gletscher strömt im oberen Bereich knapp 5 km nach Norden. Die mittlere Gletscherbreite liegt in diesem Bereich mittlerweile nur noch bei etwa 200 m. An der Stelle, an welcher früher der nun nicht mehr vorhandene Ginsanggletscher auf den Kangchendzöngagletscher traf, befindet sich nun eine Moräne, die noch 10 km nach Westen verläuft und eine Breite von 600 m aufweist. Die Moräne unterhalb des Kangchendzöngagletschers wird vom Drohmo (6881 m) im Norden sowie dem Ramthang Chang (6802 m) im Süden flankiert. Der Kangchendzöngagletscher ist im Rückzug, oder genauer in Auflösung, begriffen. Am unteren Ende der Moräne auf etwa 4700 m Höhe entsteht der Ghunsa Khola, ein linker Nebenfluss des Tamor, aus dem Schmelzwasser des Kangchendzöngagletschers.

## Bilder

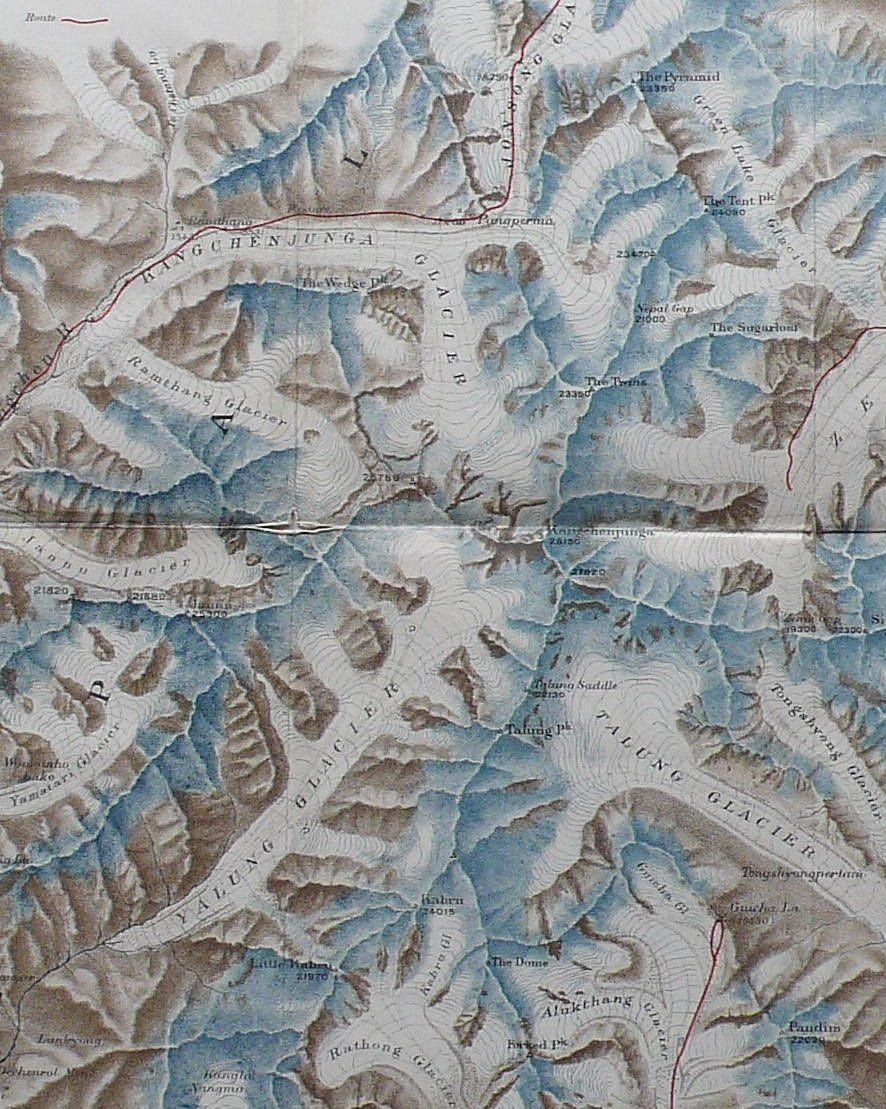
Historische Landkarte
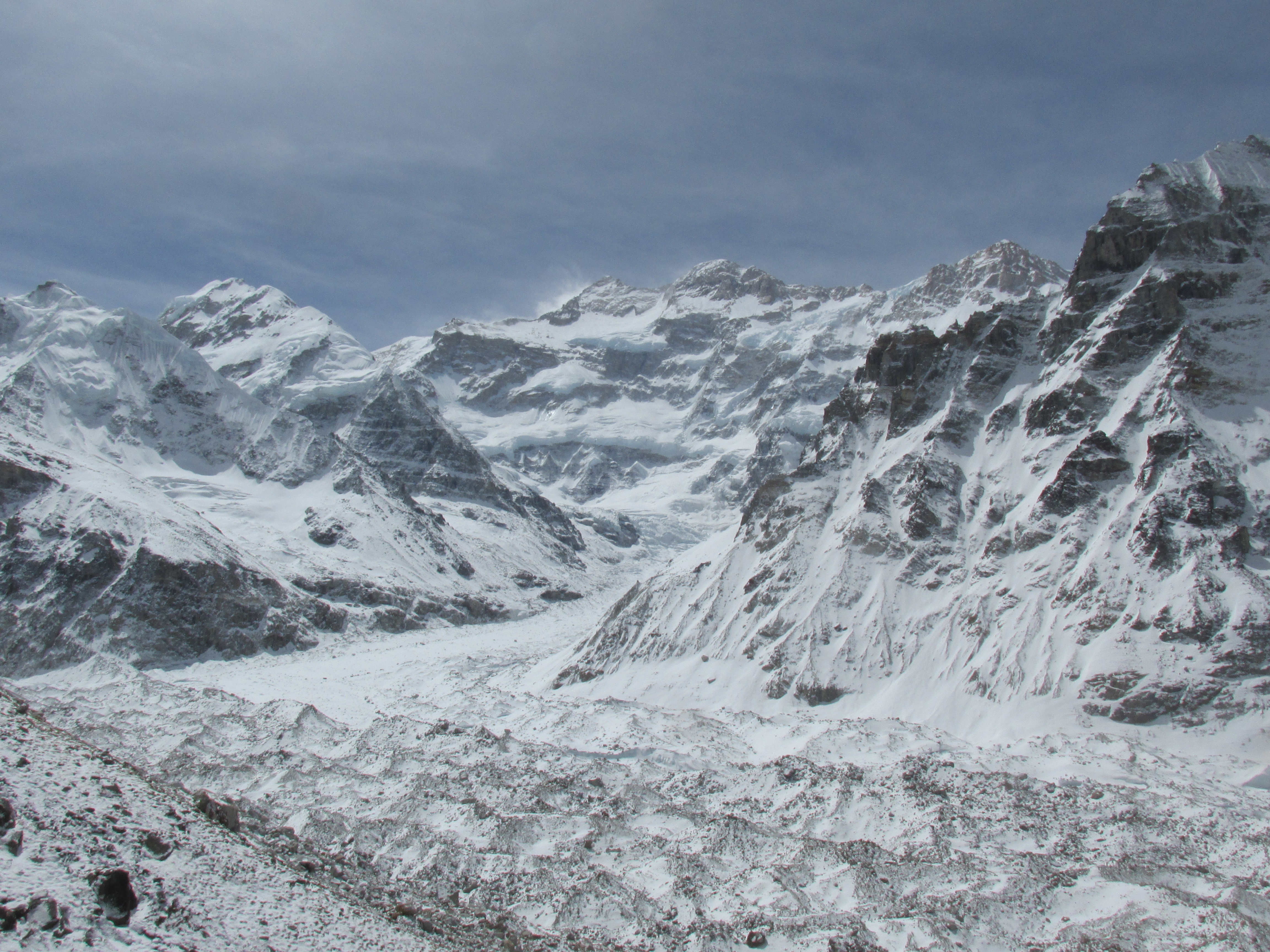
Blick auf den oberen Gletscherabschnitt (2015)
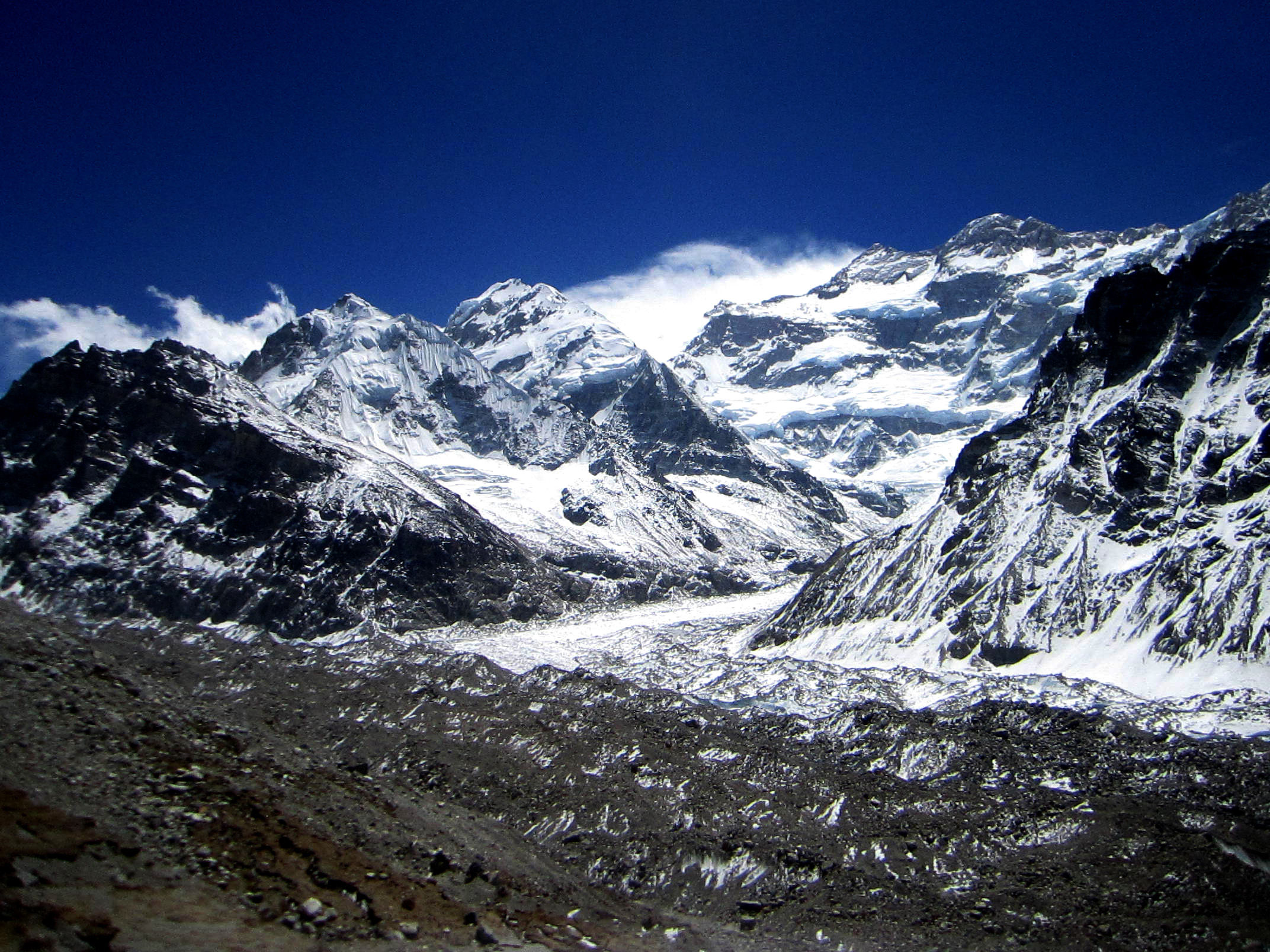
Der Kangchendzöngagletscher trifft auf die Moräne des Gisanggletschers (links im Bild) (2014)